# Cogny (Cher)
Cogny ist eine französische Gemeinde mit 32 Einwohnern (Stand: 1. Januar 2022) im Département Cher in der Region Centre-Val de Loire; sie gehört zum Arrondissement Saint-Amand-Montrond und zum Kanton Dun-sur-Auron. 

## Geografie
Cogny liegt etwa 32 Kilometer südöstlich von Bourges. Umgeben wird Cogny von den Nachbargemeinden Bussy im Norden, Chalivoy-Milon im Osten und Nordosten, Thaumiers im Süden, Verneuil im Südwesten sowie Dun-sur-Auron im Westen und Nordwesten.

## Bevölkerungsentwicklung
| Jahr                      | 1962 | 1968 | 1975 | 1982 | 1990 | 1999 | 2006 | 2013 |
| Einwohner                 | 78   | 75   | 60   | 40   | 36   | 40   | 37   | 39   |
| Quelle: Cassini und INSEE |      |      |      |      |      |      |      |      |